# Idioteuthis cordiformis
Idioteuthis cordiformis är en bläckfiskart som först beskrevs av Chun 1908.  Idioteuthis cordiformis ingår i släktet Idioteuthis och familjen Mastigoteuthidae. Inga underarter finns listade i Catalogue of Life.

## Bildgalleri

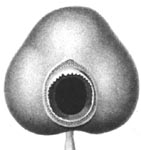
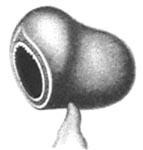
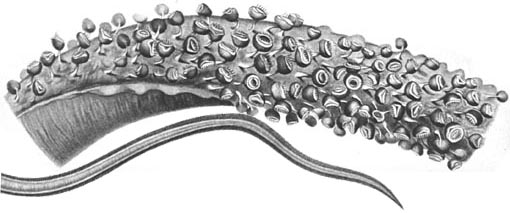
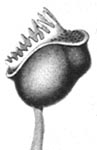
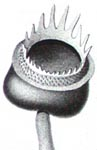
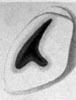